# Monsieur Madame
Ne doit pas être confondu avec Madame Monsieur, Monsieur et Madame ou Les Monsieur Madame.
 (octobre 2015).
Si vous disposez d'ouvrages ou d'articles de référence ou si vous connaissez des sites web de qualité traitant du thème abordé ici, merci de compléter l'article en donnant les références utiles à sa vérifiabilité et en les liant à la section « Notes et références ».
Monsieur Madame (Mr. Men and Little Miss en version originale) est une série de livres pour enfants écrite et dessinée par Roger Hargreaves (1935-1988).

Logo original.

À l'origine appelée Collection Bonhomme puis Monsieur Bonhomme en France, car constituée exclusivement de protagonistes masculins, cette collection a ensuite changé de nom lors de son élargissement à des personnages féminins. Destiné à un très jeune lectorat, chaque livre met en scène sur quelques pages les aventures humoristiques d'un personnage à chaque fois différent, identifié par une caractéristique particulière (Monsieur Lent, Monsieur Grand, Madame Proprette...) et dessiné dans un style très simple et vivement coloré.

## Histoire de la licence
Publiée à partir de 1971 en Angleterre sous les titres Mr. Men (et Little Miss, à partir de 1981), cette série connaît un succès international à travers plus de 22 traductions et plus de 185 millions d'exemplaires vendus. La série est aussi un important succès commercial par le nombre de produits dérivés qui en furent issus (dessins animés, livres, figurines, jouets, vêtements…).
La licence a été acquise en 2011 par l'entreprise japonaise Sanrio, à l'origine entre autres de Hello Kitty.

## Collection
La collection comporte 102 histoires (53 Monsieur, 49 Madame). Le premier né de la série est Monsieur Chatouille, un bonhomme orange avec des bras longs et sinueux qui chatouillent tout le monde. Roger Hargreaves l’aurait dessiné pour expliquer à son fils, Adam, à quoi ressemble une chatouille. Après la mort de Roger Hargreaves en 1988, son fils Adam continua l'œuvre de son père avec six nouveaux personnages.
En France, la collection des « Monsieur Madame » est éditée depuis mai 1983 par Hachette Jeunesse, et est initialement connue sous le nom de « Collection Bonhomme ».
En 2010 paraissent deux albums BD des « Monsieur Madame », écrits et dessinés par Jérôme Eho et publié aux éditions Jungle : Monsieur Chatouille et les fantômes et Madame Bavarde et le prince charmant.
Plus récemment, ce sont onze célébrités qui ont été croquées par l'auteur (Marcel Desailly, Diam's, José Garcia, Marie Gillain, Franck Dubosc, Karine Le Marchand, Hervé Mathoux, Tony Parker, Sonia Rolland, Elie Semoun et Mélissa Theuriau) et dont les livres uniques ont été vendus aux enchères sur eBay au profit de l'association Rêves. La série a été en outre adaptée à la télévision et est diffusée sur la chaine VRAK.TV depuis le 4 janvier 2010.
Le 30 avril 2019, le groupe Spice Girls s'associe avec la célèbre franchise afin de créer de nombreux produits dérivés tels que des livres, tasses, sacs et dessous de verres,,,,.

## Les Aventures desMonsieur/Madame
Une collection vivante apparue en 1997 avec des nouveautés régulières jusqu’en 2013. Mme Proprette et le Jour de Pluie est une édition spéciale éditée par Skip.

### Les Aventures desMonsieur
- Merci, Monsieur Chatouille (04/1997)
- Heureusement que Monsieur Lent est là (04/1997)
- Monsieur Glouton est invité à dîner (04/1997)
- Une bonne pêche pour Monsieur Méli-Mélo (04/1997)
- L'incroyable secret de Monsieur Étonnant (04/1997)
- Monsieur Malchance part en vacances (04/1997)
- Mais où étiez-vous, Monsieur Curieux ? (09/1997)
- Monsieur Bruit musicien (09/1997)
- Au boulot, Monsieur Costaud ! (09/1997)
- Le grand rêve de Monsieur Petit (09/1997)
- Monsieur Malin joue au cerf-volant (09/1997)
- Joyeux Noël, Monsieur Inquiet ! (09/1997) ou Monsieur Inquiet prépare Noël
- L'étrange mal de Monsieur Bizarre (03/1998)
- La bonne action de Monsieur Avare (03/1998)
- Le courage de Monsieur Peureux (03/1998)
- Le perroquet de Monsieur Bavard (03/1998)
- Une surprise pour Monsieur Grand (03/1998)
- Les talents d'artiste de Monsieur Farceur (03/1998)
- Un problème Monsieur Chatouille ? (07/2012)
- Un ami grincheux pour Monsieur Heureux (07/2012)
- Monsieur À l'Envers veut changer d'air (07/2012)
- La grande journée de Monsieur Petit (10/2012)
- Monsieur Malchance a perdu la mémoire (10/2012)
- Monsieur  Sale salit tout sur son passage (10/2012)
- Une inondation chez Monsieur Costaud (04/2013)
- L'irrésistible Monsieur Rigolo (04/2013)
- L'étonnant fou rire de Monsieur Étonnant (04/2013)
- Monsieur Farceur a la varicelle (06/2013)
- L'étonnant talent de Monsieur Glouton (06/2013)
- Une surprise pour Monsieur Curieux (06/2013)

### Les Aventures desMadame
- Madame Catastrophe à la fête foraine (04/1997)
- Un dimanche inoubliable pour Madame Petite (04/1997)
- Madame Magie à la rescousse (04/1997)
- Madame Chipie change de couleur (04/1997)
- Madame Proprette contre les taches (04/1997)
- Madame En Retard rattrape son retard (04/1997)
- Un travail pour Madame Risette (09/1997)
- Madame Tête-En-L'Air sème la pagaille (09/1997)
- Madame Têtue va jusqu'au bout (09/1997)
- Quel réconfort, Madame Bonheur ! (09/1997)
- Be... Be... Bonjour, Madame Timide (09/1997)
- L'ami de Madame Chance (09/1997)
- La rivale de Madame Acrobate (03/1998)
- Madame Dodue, la plus belle pour aller danser (03/1998)
- Madame Autoritaire sauve le zoo (03/1998)
- Le cadeau de Madame Beauté (03/1998)
- Bienvenue chez Madame Contraire (03/1998)
- La folle journée de Madame Sage (03/1998)
- Madame Autoritaire découvre la politesse (07/2012)
- Madame Catastrophe reine du bricolage (07/2012)
- Madame Canaille plus canaille que jamais (07/2012)
- Madame Proprette déteste l'automne (10/2012)
- Madame Tête-En-L'Air part à la mer (10/2012)
- Madame Chipie cherche les ennuis (10/2012)
- Écoutez les bons conseils, Madame Têtue (04/2013)
- La folle promenade de Madame Follette (04/2013)
- Une vue imprenable pour Madame Beauté (04/2013)
- Madame Contraire fait tout de travers (06/2013)
- La grande aventure de Madame Petite (06/2013)
- Madame Bonheur garde le sourire (06/2013)

## LesMonsieur Madame
(Une grande série avec de nombreuses sous-familles, regroupant toutes les histoires aux multiples protagonistes)
(SPORT)
- Les Monsieur Madame s'invitent au stade (06/2012)
- Les Monsieur Madame jouent au football (04/2014)
- Les Monsieur Madame jouent au rugby (08/2015)
- Les Monsieur Madame font du vélo (05/2017)
- Les Monsieur Madame aux sports d'hiver (10/2017)

(NOËL)
- Les Monsieur Madame et la nuit de Noël (10/2012) (première édition avec paillettes)
- Les Monsieur Madame et le sapin de Noël (10/2013) (première édition avec paillettes)
- Les Monsieur Madame et le réveillon de Noël  (10/2014)
- Une douce nuit de Noël chez les Monsieur Madame (10/2015)
- Les Monsieur Madame et le grand voyage de Noël (10/2016)
- Les Monsieur Madame rencontrent le Père Noël (10/2017)
- Les Monsieur Madame et le marché de Noël (10/2018)
- Les Monsieur Madame et le spectacle de Noël (10/2019)
- Les Monsieur Madame la lutine de Noël (10/2020)
- Le concours de Noël des Monsieur Madame (10/2021)
- Le Père Noël secret des Monsieur Madame (09/2022)
- Les Monsieur Madame sauvent Noël (10/2023)
- Les Monsieur Madame : Le plus beau des Noëls (10/2024)

(CÉLÉBRATIONS)
- Les Monsieur Madame et la galette des rois (11/2014)
- Les Monsieur Madame fêtent Pâques (03/2015) (première édition avec paillettes)
- Les Monsieur Madame fêtent Halloween (10/2015)
- Les Monsieur Madame et le goûter d'anniversaire (05/2016)
- Les Monsieur Madame et la petite souris (09/2016)
- Les Monsieur Madame et le Lapin de Pâques  (03/2022)
- Les Monsieur Madame vont danser (12/2022)
- Les Monsieur Madame font des crêpes (01/2023)

(DIVERS)
- Les Monsieur Madame super-héros (03/2019)
- Les Monsieur Madame aiment la planète (05/2020)
- Les Monsieur Madame super-héroïnes (08/2020)
- Les Monsieur Madame et les monstres (10/2023)
- Les Monsieur Madame et le bébé dinosaure (05/2025)

### Une journée avec les Monsieur Madame
(Une collection dont chaque album a pour thème une journée du quotidien des enfants, mais vécue par les Monsieur Madame. Chaque album a un personnage phare qui se détache du groupe, et apparaît en gros plan sur la couverture.)
- Un pique nique chez les Monsieur Madame (04/2015)
- Les Monsieur Madame partent en vacances (06/2015)
- Les Monsieur Madame vont à la piscine (07/2015)
- Les Monsieur Madame au cours de danse (09/2015)
- Un mercredi chez les Monsieur Madame (02/2016)
- Les Monsieur Madame vont camper (05/2016)
- Les Monsieur Madame vont à la ferme (08/2016)
- Les Monsieur Madame font de la musique (11/2016)
- Les Monsieur Madame et les véhicules (01/2017)
- Les Monsieur Madame vont chez le docteur (03/2017)
- Les Monsieur Madame vont au zoo (06/2017)
- Bonne nuit les Monsieur Madame (11/2017)
- Les Monsieur Madame et leurs animaux de compagnie (01/2018)
- Les Monsieur Madame et la rentrée des classes (06/2018)
- Les Monsieur Madame vont chez le dentiste (02/2019)
- Les Monsieur Madame font la  cuisine (05/2019)
- Les Monsieur Madame au festival (06/2021)
- Les Monsieur Madame construisent une cabane (04/2022)
- Les Monsieur Madame prennent l'avion (07/2022)
- Une journée sous la pluie avec les Monsieur Madame (11/2022)

### Les Monsieur Madame à travers les âges
(Ici la série prend une tournure plus éducative, car nos amis voyagent à travers le temps... et l'espace !!)
- Les Monsieur Madame et les dinosaures (03/2016)
- Les Monsieur Madame en Égypte (06/2016)
- Les Monsieur Madame et les chevaliers (08/2016)
- Les Monsieur Madame et les Pirates (11/2016)
- Les Monsieur Madame explorent la Jungle (03/2017)
- Les Monsieur Madame dans l'espace (05/2017)
- Les Monsieur Madame chez les Romains (08/2017)
- Les Monsieur Madame découvrent l'Atlantide (03/2018)
- Les Monsieur Madame à l'âge de glace (09/2018)
- Les Monsieur Madame vont sur la lune (10/2018)
- Les Monsieur Madame et les robots (08/2020)

### Les Monsieur Madame célèbrent la famille!
(Nos petits livres prennent ici la forme d'un cadeau à offrir à une personne chère à son cœur, sous la forme d'extraits des premiers livres et de messages à écrire à l'intérieur.)
- Les Monsieur Madame - Ma Maman (05/2017)
- Les Monsieur Madame - Mon Papa (05/2017)
- Les Monsieur Madame - Mon frère (01/2018)
- Les Monsieur Madame - Ma sœur (01/2018)
- Les Monsieur Madame - Je t'aime (01/2019)
- Les Monsieur Madame - Ma maîtresse  (06/2019)
- Les Monsieur Madame - Tu es exceptionnel (01/2020)
- Les Monsieur Madame -  Ma Mamie (02/2023)
- Les Monsieur Madame -  Mon Papi (02/2023)

### Le Tour du Monde des Monsieur Madame
(Les Monsieur Madame partent en voyage !)
- Les Monsieur Madame à Paris (01/2019)
- Les Monsieur Madame aux États-Unis (05/2019)
- Les Monsieur Madame en Écosse (08/2019)
- Les Monsieur Madame en Grande-Bretagne (10/2019)
- Les Monsieur Madame en Chine (01/2020)
- Les Monsieur Madame au Japon (07/2020)
- Les Monsieur Madame en Irlande (10/2020)
- Les Monsieur Madame en Grèce (02/2021)
- Les Monsieur Madame - Le tour du monde des animaux (04/2021)
- Les Monsieur Madame en Australie (07/2021)
- Les Monsieur Madame au Canada (11/2021)
- Les Monsieur Madame à Londres (06/2023)

### Les métiers des Monsieur Madame
(Les Monsieur Madame se serrent les coudes dans le monde du travail.)
- La caserne de pompiers des Monsieur Madame  (02/2020)
- L'hôpital des Monsieur Madame (10/2020)
- L'hôtel de police des Monsieur Madame (03/2021)
- Le cabinet vétérinaire des Monsieur Madame (08/2021)
- Le restaurant des Monsieur Madame (09/2022)
- Le chantier des Monsieur Madame (08/2023)

### Bien grandir avec les Monsieur Madame
(Série ayant pour but principal de mettre en confiance nos chers bambins.)
- Les Monsieur Madame sont capables de tout (01/2022)
- Les Monsieur Madame sont de grands curieux (02/2022)
- Les Monsieur Madame se régalent (05/2022)
- Les Monsieur Madame aiment être gentils (08/2022)
- Les Monsieur Madame : Tous différents (04/2023)
- Les Monsieur Madame : Tu vas y arriver (04/2023)
- Les Monsieur Madame : Tu es inquiet  (04/2023)
- Les Monsieur Madame : Tu es triste  (09/2023)
- Les Monsieur Madame : Vive le partage ! (03/2024)
- Les Monsieur Madame : Tu es attentionné  (05/2024)
- Les Monsieur Madame : Tu es formidable  (08/2024)
- Les Monsieur Madame : Tu es mon ami (01/2025)
- Les Monsieur Madame : Tu te sens heureux (06/2025)

### Balade en France
(Cette fois-ci ils explorent notre beau pays !)
- Les Monsieur Madame visitent la France (01/2024)
- Les Monsieur Madame visitent le Nord (02/2024)
- Les Monsieur Madame visitent la Bretagne (04/2024)
- Les Monsieur Madame visitent la Provence (07/2024)
- Les Monsieur Madame visitent l'Alsace (10/2024)
- Les Monsieur Madame visitent les Alpes (01/2025)
- Les Monsieur Madame visitent le Val de Loire (04/2025)
- Les Monsieur Madame visitent les Pays Basque (07/2025)

## Monsieur/Madame Paillettes
Encore de nouvelles aventures, mais cette fois-ci avec de jolies paillettes sur la couverture, et souvent la transposition des contes classiques dans l’univers des Monsieur Madame.
(Jack et le haricot magique, Le bonhomme de pain d’épice, Aladin, Cendrillon, La princesse et la grenouille, La princesse et le petit pois, Boucle d’Or et les trois ours, Les trois petits cochons).

### Monsieur Paillettes
- Monsieur Bruit et le géant (09/2005)
- Monsieur Chatouille et le Dragon (09/2005)
- Monsieur Heureux et le Magicien (09/2005)
- Monsieur Peureux et les Pirates (08/2006)
- Monsieur Noël (10/2006)
- Monsieur Anniversaire (02/2007)
- Monsieur Malchance et le Chevalier (08/2007)
- Monsieur Costaud et l'Ogre (08/2008)
- Monsieur Curieux et le Haricot magique (08/2009)
- Monsieur Glouton et le Bonhomme de pain d'épice (04/2013)
- Monsieur Rigolo et la lampe magique (08/2014)

### Madame Paillettes
- Madame Bonheur et la sorcière (09/2005)
- Madame Canaille et la Bonne Fée (09/2005)
- Madame Chipie et la sirène (09/2005)
- Madame Beauté et la Princesse (08/2006)
- Madame Noël (10/2006)
- Madame Anniversaire (02/2007)
- Madame Chance et les Lutins (08/2007)
- Madame Têtue et la Licorne (08/2008)
- Madame Timide et la Bonne Fée (08/2009)
- Madame Bavarde et la grenouille (08/2014)
- Madame Bonheur et les 3 ours (08/2015)
- Madame Princesse et le petit pois (08/2015)

### Monsieur Madame Paillettes
- Les Monsieur Madame et le Grand Méchant Loup (06/2013)
- Les Monsieur Madame au Pays Magique (06/2018)
- Les Monsieur Madame au Pays des petites bêtes (08/2019)

## Monsieur Madame pour adultes
- Madame Boulot et les joies de la maternité (09/2018)
- Madame Timide drague en ligne (09/2018)
- Monsieur Glouton se met au régime (09/2018)
- Monsieur Heureux et la soirée d'entreprise (09/2018)
- Monsieur Grincheux et les joies de la paternité (04/2019)
- Madame Chance se marie (04/2019)
- Madame La boss (09/2020)
- Monsieur Madame La crise de la quarantaine (09/2020)
- Monsieur Madame Les joies de la grossesse (10/2021)
- Monsieur Madame Les joies de Noël en famille (10/2021)

## Histoire magiqueMonsieur/Madame
Collection parue en presse de 1991 à 1995 :
Série 1 (1991, noir et blanc)
- Les métiers de Monsieur Chatouille
- Les exploits de Monsieur Costaud
- Les mésaventures de Monsieur Curieux
- Les bons tours de Madame Magie

Série 2 (1991, noir et blanc)
- Les drôles d'aventures de Monsieur Rigolo
- Les petits malheurs de Monsieur Malchance
- Les petites peines de Madame Timide
- Les petites aventures de Monsieur Petit

Série 3 (1992, noir et blanc)
- Les mille et une farces de Monsieur Farceur
- Les petits soucis de Monsieur Grand
- La journée mélo-méli de Monsieur Méli-mélo
- Le pique-nique de Monsieur Glouton

Série 4 (1992, noir et blanc)
- Une journée sale de Monsieur Sale
- Les idées étonnantes de Monsieur Étonnant
- L’histoire à lire vite de Monsieur Pressé
- Les aventures de Madame Double et Madame Double

Série 5 (1993, couleur)
- Les étourderies de Monsieur Étourdi
- Le bon gâteau de Madame Range-Tout
- Les petites bêtises de Monsieur Maladroit
- La grande enquête de Monsieur Malin

(Il n’y a pas de série 6 : les histoires magiques étant des hors-série, la série 6 a été utilisé pour une autre publication)
Série 7 (1994, couleur)
- Les colères de Monsieur Grincheux
- Les vacances bruyantes de Monsieur Bruit
- Les embrouillaminis de Madame Chipie
- Les grosses peurs de Monsieur Peureux

Série 8 (1994, couleur)
- Les gros soucis de Monsieur Inquiet
- La petite histoire de Madame Petite
- La drôle de croisière de Monsieur Malpoli
- Les belles histoires de Monsieur Nigaud

Série 9 (1994, couleur)
- Les fabuleuses aventures de Monsieur Incroyable
- Les extravagances de Monsieur Farfelu
- L' anniversaire de Madame Contraire
- Les rendez-vous de Madame En Retard

Série 10 (1995, couleur)
- Les sports d'hiver de Madame Canaille
- Les mésaventures de Monsieur Curieux
- La journée sens dessus dessous de Monsieur À L'Envers
- Les exploits de Monsieur Costaud

## Adaptation audiovisuelle
La série Monsieur Madame a également été adaptée en :
- 1974 avec Mr. Men une série de 28 épisodes de 7 minutes de Terry Ward.
- 1983 avec Little Misses une série de 13 épisodes de 8 minutes de Trevor Bond et Terry Ward.
- 1997 avec Monsieur Bonhomme une série de 104 épisodes de 5 minutes de Jean-Pierre Tardivel.
- 2008 avec Les Monsieur Madame (The Mr. Men Show) une série de 103 épisodes de 11 minutes de Mark Risley.